# HAM-9cm
A 9 cm-es amatőrsáv a centiméteres hullámú rádiófrekvenciás tartományban lévő, rádióamatőrök számára kijelölt sáv. Ez az amatőrsáv csak a 2. és 3. ITU régióban került kiosztásra, így Magyarországon nem használható amatőrforgalomra. A kijelölt frekvenciatartomány: 3300 – 3500 MHz.

## Terjedési sajátosságai
A 9 cm-es amatőrsáv a centiméteres hullámú rádiófrekvenciás tartományban van, ezért leginkább a centiméteres hullámokra jellemző terjedési tulajdonságai vannak.
- direkt terjedés

## A 9 cm-es amatőrsávra vonatkozó nemzetközisávterv[3]
| ITU 1 | ITU 2 | ITU 3 |
| --- | --- | --- |
| 3300–3400 MHz - RÁDIÓLOKÁCIÓ 5.149 5.429 5.429A 5.429B 5.430                                                                 | 3400–3500 MHz - ÁLLANDÓHELYŰ - MŰHOLDAS ÁLLANDÓHELYŰ (űr–Föld irány) - MOZGÓ, a légi mozgó kivételével 5.431A 5.431B - Amatőr - Rádiólokáció 5.433 5.149 5.429C 5.429D | 3300–3400 MHz - RÁDIÓLOKÁCIÓ - Amatőr 5.149 5.429 5.429E 5.429F                                                         |
| 3400–3600 MHz - ÁLLANDÓHELYŰ - MŰHOLDAS ÁLLANDÓHELYŰ (űr–Föld irány) - MOZGÓ, a légi mozgó kivételével 5.430A - Rádiólokáció | 3400–3500 MHz - ÁLLANDÓHELYŰ - MŰHOLDAS ÁLLANDÓHELYŰ (űr–Föld irány) - MOZGÓ, a légi mozgó kivételével 5.431A 5.431B - Amatőr - Rádiólokáció 5.433 5.282               | 3400–3500 MHz - ÁLLANDÓHELYŰ - MŰHOLDAS ÁLLANDÓHELYŰ (űr–Föld irány) - Amatőr - Mozgó 5.432 5.432B - Rádiólokáció 5.433 |

## Gyakorlati felhasználása
Ez az amatőrsáv az ITU 1. régióban nem használható amatőr forgalmazásra, így Magyarország területén sem.